# Ligne de Delhi à Chennai
La ligne de Delhi à Chennai est une ligne ferroviaire de l'Inde qui relie New Delhi à Chennai.

## Histoire
La ligne est construite par étapes entre 1874 pour le tronçon de Balharshah à Vijayawada et 1929 pour le tronçon de Kazipet à Balharshah.
L'électrification de la ligne s'étend de 1980 à 1991.

## Exploitation
Le service voyageurs est assuré par un train express quotidien, le « Grand Trunk Express », qui relie les deux terminus en 35 heures.